# Chabottes
Chabottes település Franciaországban, Hautes-Alpes megyében. Lakosainak száma 955 fő (2022. január 1.). Chabottes Ancelle, Buissard, Forest-Saint-Julien, Saint-Jean-Saint-Nicolas, Saint-Léger-les-Mélèzes és Saint-Michel-de-Chaillol községekkel határos.

## Népesség
A település népességének változása:
| Lakosok száma | 430  | 453  | 518  | 726  | 801  | 834  | 825  | 887  | 918  | 955  |
|               | 1968 | 1982 | 1990 | 2006 | 2013 | 2015 | 2017 | 2019 | 2020 | 2022 |